# Juan Elorduy
Juan Manuel Elorduy Saracibar (21 de diciembre de 1888-12 de noviembre de 1977) fue un futbolista español que jugó como centrocampista en el Athletic Club Bilbao.

## Biografía
En 1909, Juan Elorduy, entonces estudiante de Ingeniería de Minas y rico heredero, iba a pasar la Navidad de 1909 en Londres, y aprovechando este viaje, el entonces presidente del Athletic Bilbao Alberto Zarraoa le encargó la compra de 25 camisetas para el equipo. Las que tenían los jugadores, donadas en su día por Juan Moser, empezaban a desgastarse de tanto sudor y lavados, y hubo que renovar el vestuario. Elorduy tenía el firme propósito de cumplir el encargo, pero no lo logró porque no quedaban suficientes en el almacén y no pudo encontrar tan gran cantidad de zamarras arlequinadas. Fue cuando esperaba en la ciudad portuaria de Southampton el barco de regreso a Bilbao y con las manos vacías, que Elorduy se dio cuenta de que los colores del equipo local, que en lugar de ser azul y blanco eran rayas rojas y blancas, coincidían con los colores de la ciudad de Bilbao, y compró 50 camisetas para llevárselas consigo. No se sabe cuál fue la reacción de la directiva del Athletic presidida por Zarraoa al ver el envío de camisetas, pero lo que sí se sabe es que, apenas unos días después del regreso de Elorduy, el Athletic estrenó indumentaria en Irún el 9 de enero de 1910 y se quedó con ella para siempre. De las 50 camisetas que compró Elorduy, la mitad se quedaron en casa de sus abuelos, y fue tras la cena de homenaje del Athletic a su filial madrileña, el Atlético de Madrid, el 1 de enero de 1911, cuando fue abordado por Manuel Rodríguez Arzuaga, patrón del Atlético, quien le pidió que las trajera desde su casa de Bilbao a Madrid, diciéndole «Cuando vuelvas a Madrid después de Reyes, puedes traerlas, yo las pago todas». Sin embargo, una fuente afirma que fue en un partido entre ambos Atléticos, cuando los madrileños se enamoraron de la nueva camiseta y la adoptaron.
El origen de las camisetas rojiblancas del Athletic Club ha sido objeto de numerosos debates a lo largo de la historia del club, y estudios recientes realizados por investigadores e historiadores deportivos vascos han cuestionado esta historia y propuesto una nueva teoría mucho más lógica y meditada, que afirma que durante un partido amistoso entre el Athletic Club y el San Sebastián en noviembre de 1909, con motivo de la inauguración de su nuevo estadio, el portero del Athletic, Crawford, se quejó de que ambos equipos compartían los mismos colores, y tras un debate de un mes sobre qué equipo debía cambiar sus colores, fue el Athletic quien lo hizo, siendo Juan Arzuaga y William Dyer, este último nacido en Sunderland, quienes dieron a conocer que el Sunderland AFC tenía una equipación con rayas verticales blancas y rojas, y Arzuaga contactó entonces con un amigo suyo en Sunderland que podía comprar algunas de esas camisetas en la tienda de Henry A. Murton.

## Honores
Athletic Club
- Copa del Rey:
  - Ganadores (1): 1911